# Mitrailleuse Type 1
La Mitrailleuse Type 1 fut développée pour être installée en position défensive sur les appareils de la Marine impériale japonaise durant la Seconde Guerre mondiale. C'était une adaptation nippone de la MG 15 allemande, qui elle-même était dérivée de la mitrailleuse légère d'infanterie MG 30.
La Type 1 utilisait un mécanisme de rechargement court et était alimentée par un chargeur à double tambour de 75 coups (un tambour de chaque côté de l'arme qui alimentaient alternativement le tir) pour laisser une vue dégagée au tireur.

## Utilisateurs
- Aichi B7A
- Mitsubishi Ki-67
- Nakajima C6N
- Yokosuka D4Y

## Caractéristiques
- Calibre : 7,92 × 57 mm
- Longueur : 109 cm
- Poids : 6,8 kg
- Cadence : 1 000 coups/min
- Type de munition : Blindée, incendiaire et incendiaire-explosive
- Vitesse du projectile : 790 m/s
- Poids du projectile : 11,5 g
- Portée utile : 600 m
- Chargeur : Double tambour
- Capacité chargeur : 75 coups